# 藍灣58號船難
2025年7月19日13時45分左右，一艘編號為QN-7105的观光船在載送遊客遊覽位於越南廣寧省下龍灣靠近木頭洞區域時發生事故，船隻翻覆，廣寧省救援部隊立即組織搜救行動，將46名人員救起岸上，其中10人獲救，36人死亡，3人失蹤。

## 事件經過
2025年7月19日中午12時55分左右，「藍灣58號」觀光船（編號QN-7105）搭載48名乘客與5名船員，從下龍國際遊客港出發，行駛第2號遊覽路線，預計途經驚訝洞至季托夫島，於下龍灣海域觀光。然而，約在13時30分返回途中，船隻突遭龍捲雷暴襲擊。最終於14時05分起失去GPS訊號。之後，船隻被確認已在接近孤島岩與雞公石一帶翻覆，該區屬於下龍灣核心保護區。
這場風暴發生在颱風薇帕抵達越南之前。國家水文氣象預報中心主任梅文謙（Mai Văn Khiêm）表示，兩場風暴之間並無關聯，此次為一場本地性風暴。失事船隻上的乘客皆為越南人，其中多數為來自河內市的家庭。
事發後，廣寧省應變單位迅速展開救援行動，動員包括軍隊、邊防部隊、警察、潛水員及當地多家醫療機構共同參與搜救。廣寧省邊防部隊派出5艘艇艇員、35名官兵，由副司令、總參謀長陳文成上校率領，前往現場指揮搜救。根據人民軍報報道，截至下午5點45分，船上乘客和船員共計10人獲救（廣寧省邊防部隊救起7人，民用船隻救起3人）；已找到3名罹難者遺體。截至晚上9點，已有10人獲救，34人死亡，仍有多人失蹤。至當日晚7時30分，越南海軍建立指揮所，派出3艘艦艇、2艘艇、海軍第一區170旅30名官兵、海軍第126旅特種部隊21名官兵參與搜救，海軍車輛駛近沉船位置。
7月20日凌晨1點30分，當局已將失事遊船打撈並翻面。特種蛙人隊也發現更多罹難者遺體。7月20日凌晨2點左右，遊船被拉回準備拖回岸邊。截至7月20日上午，共有10人獲救，36人死亡，仍有3人失蹤。其餘失蹤乘客的屍體於7月21日至26日期間被發現。

## 後續
根據廣寧省人民委員會的說法，該船符合所有安全規定，最近一次檢查為2025年1月，且載客人數未超出核准上限。
廣寧省人民委員會承諾向每位罹難者家屬發放2,500萬越南盾（約956美元），並向傷者提供800萬越南盾（約306美元）。祖國陣線委員會則補助罹難者家屬500萬盾（約191美元）、傷者家屬300萬盾（約115美元）。此外，當地企業亦捐款高達4,000萬盾（約1,530美元）支援受難者。
越南建設部副部長裴紅明表示：「在打撈過程中，我們發現80%至90%獲救或遇難者均身穿救生衣，顯示船長曾提前要求乘客穿戴，以因應可能的不測情況。」
沉船事件發生後的幾週內，船主報告稱，下龍灣的遊船預訂量下降了80%。

## 各方回應

### 越南政府
越南政府總理范明正於2025年7月19日簽署第114/CĐ-TTg號電文，針對此次翻覆事件作出指示。同時向受難者表達慰問，並向罹難者家屬致上哀悼；並指派副總理陳紅河親赴現場，指揮搜救與應急處置工作。